# San Pablo (Chile)
San Pablo – miasto w Chile, w regionie Los Lagos, w prowincji Osorno.